# Sindrome da retrazione del bulbo oculare di Stiling-Turk-Duane

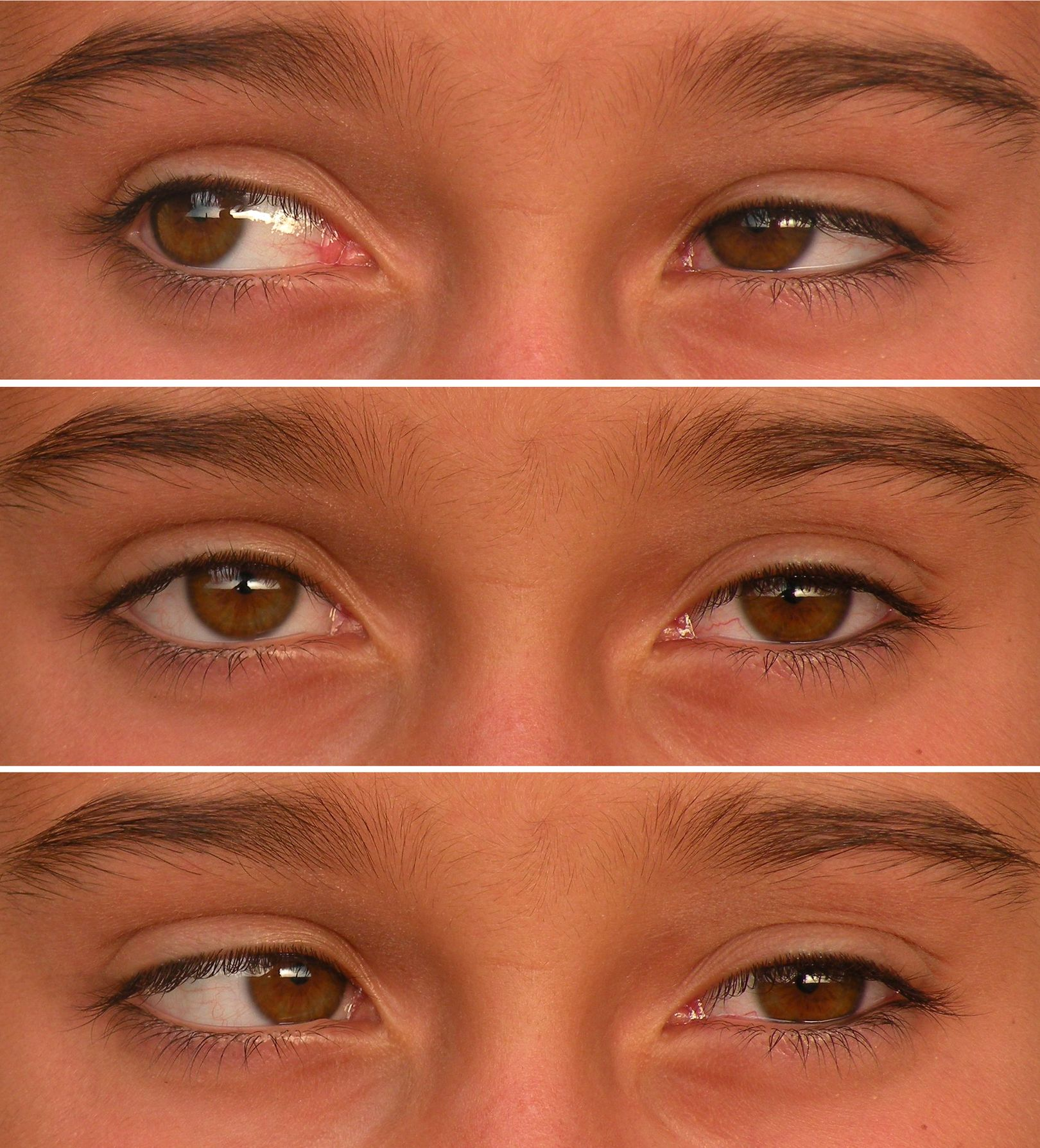

Per  Sindrome da retrazione del bulbo oculare di Stiling-Turk-Duane  in campo medico, si intende una forma di paralisi miogena, una forma di strabismo incomitante.

## Epidemiologia
Per quanto riguarda i sessi quello più colpito risulta essere quello femminile mentre per quanto concerne gli occhi colpiti quello maggiormente influenzato è il sinistro.

## Manifestazioni
Molte sono le caratteristiche che contraddistinguono tale sindrome, l'abduzione e l'adduzione vengono limitati, mentre il bulbo oculare viene retratto

## Eziologia
La causa è dovuta ad anomalie che riguardano i nervi dei muscoli oculari, comportando ad alterate funzioni complessive.